# Rhaphidophora schottii
Rhaphidophora schottii är en kallaväxtart som beskrevs av Joseph Dalton Hooker. Rhaphidophora schottii ingår i släktet Rhaphidophora och familjen kallaväxter. Inga underarter finns listade.